# Protrèptic d'Aristòtil

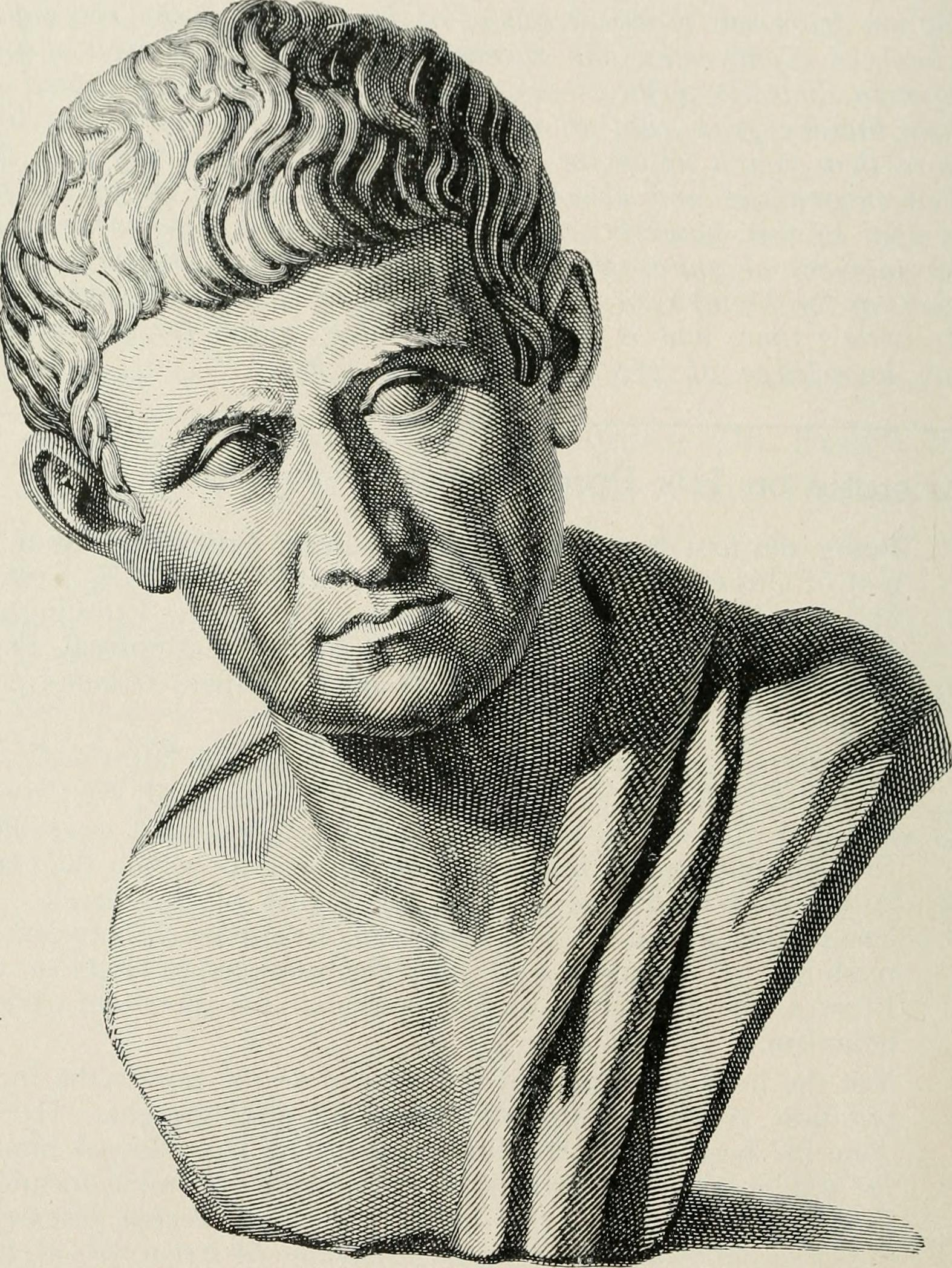
Bust d'Aristòtil del Palau Spada a Roma

El Protrèptic o Exhortacions (en grec Προτρεπτικός, en llatí Protrepticus) d'Aristòtil és el títol d'una de les seues obres perdudes de joventut. Constitueix una exhortació a la filosofia, i pertany als textos "exotèrics" d'Aristòtil dedicats a un gran públic. Degué ser escrit quan encara era membre de l'Acadèmia de Plató.
Durant l'antiguitat, el Protrèptic fou possiblement l'escrit més admirat i imitat d'Aristòtil. A partir de la difusió dels escrits privats d'Aristòtil (anomenats usualment "esotèrics"), les seues obres públiques van anar caient en oblit, i no ens han pervingut pas íntegres. Del Protrèptic només tenim els fragments que s'han conservat en les obres d'altres autors antics.

## Data de composició
El fet que l'obra fos dedicada a Temisó d'Erètria, rei dels xipriotes, fa suposar que degué ser escrita poc abans de l'any 351-350 abans de la nostra era, quan les colònies gregues en aquesta illa intensificaren les relacions amb Atenes, preveient la imminent entrada en guerra contra els perses. Açò es veu reforçat pel fet que el Protrèptic sembla contenir una resposta a l'Antídosi d'Isòcrates, en què hi havia un atac a la filosofia, i que fou escrita un poc abans, l'any 352 ae. Potser el Protrèptic fou un dels darrers escrits exotèrics.

## Continguts
Hi ha dificultats per definir-ne el contingut perquè no n'hi ha testimoniatges directes sinó passatges. Els fragments més extensos del Protrèptic ens han arribat en una altra obra del mateix títol, escrita per Iàmblic de Calcis i sembla que el va escriure tenint-ne com a model el d'Aristòtil. És per això que moltes edicions actuals del Protrèptic segueixen l'ordre dels fragments conservats en Iámblic. El text s'assembla a la seua obra Eudem i no se sap pas si l'escrigué en forma de diàleg.
Sembla clar, però, que tant Aristòtil va afirmar l'existència de l'ànima en el cos com una penosa condemna. La saviesa es considera platònicament com un saber exacte que és alhora teòric i pràctic.

L'aparent inutilitat de la saviesa mostra la seva superioritat, perquè mostra que ella no està en funció d'altres objectius o sabers, sinó que es busca per si mateixa. Tanmateix, això no significa que la filosofia no sigui útil per a la vida humana, de manera que els qui l'exerceixen poden portar una vida virtuosa i feliç. La saviesa, com a coneixement del recte ús dels béns, transforma la filosofia en el mitjà indispensable perquè l'home aconsegueixi la virtut i, d'aquesta manera, arribi a tenir una vida plena, és a dir, feliç.
| «                         | … tampoc vivim bé per conéixer allò que existeix sinó per obrar bé. Doncs, ser vertaderament feliç rau en això. Aleshores, correspon a la filosofia, si és realment profitosa, raure en l'execució de bones accions, o útils. | » |
| — Protrèptic, fragment 52 | |   |

L'obra mostra la superioritat de la filosofia a partir d'una concepció finalista de la vida humana: l'ésser humà es caracteritza per la racionalitat, i per això la realització plena de la seua vida serà necessàriament l'exercici de la raó, que consisteix en el saber que no es busca en funció d'altres, sinó per si mateix. I aquest saber és la filosofia.
| «                         | Efectivament, si una persona ho posseís tot, però tingués deteriorada i malalta la facultat de pensar, la vida no li seria desitjable (hairetós), perquè no li serien pas de profit cap de la resta de béns. | » |
| — Protrèptic, fragment 99 | |   |

En el Protrèptic apareixen ja alguns conceptes clau de la filosofia aristotèlica, com ara la distinció entre acte i potència, tot i que l'obra encara reflectisca influència del platonisme.

## Influència
Ciceró va escriure un diàleg, l'Hortensius, que era si fa no fa una paràfrasi retòrica del Protèptic. En les Confessions, Agustí d'Hipona afirma que fou aquesta obra ciceroniana la que causaria més admiració entre els estudiosos tant de retòrica com de filosofia, i hi situa l'impuls personal que el va portar a la filosofia. El filòleg Werner Jaeger opinava: "En el Protrèptic trobem qui va aprendre a veure el món amb els ulls de Plató".